# Rezerwat przyrody Morzyk
Rezerwat przyrody „Morzyk” – rezerwat leśny utworzony w 1996, obejmuje południowo-zachodnie stoki wzgórza oraz wąwozy i stawy w Grodźcu. Ma 10,25 hektarów (akt powołujący podawał 11,47 ha) i położony jest na wysokości 330–347 m n.p.m. Obszar rezerwatu podlega ochronie czynnej.
Celem utworzenia była ochrona i zachowanie naturalnego lasu grądowego i buczyny karpackiej, z licznymi drzewami pomnikowymi. Występują w nim 153 gatunki roślin naczyniowych, z których 7 podlega ochronie prawnej (a 3 ochronie ścisłej). Z drzew grądu występuje lipa drobnolistna, dąb szypułkowy, jesion wyniosły, a w mniejszych ilościach jawor i świerk pospolity. W buczynie przedstawicielem drzewostanu jest głównie buk (osiągający 40 metrów wysokości i 100 cm średnicy). W runie grądowym dominuje niecierpek pospolity, przytulia wonna, czyściec letni i przytulia Schultesa, natomiast w runie buczyny najliczniejsze są: czerniec gronkowy, kopytnik pospolity (będący pod częściową ochroną) i miodunka ćma.
Z ptaków gniazdują myszołów oraz bocian czarny.
W rezerwacie znajduje się stanowisko archeologiczne – fundamenty niezidentyfikowanej budowli z kamienia łamanego, pochodzące z nieustalonego okresu.